# Miasto Opatija
Miasto Opatija (chorw. Grad Opatija) – jednostka administracyjna w Chorwacji, w żupanii primorsko-gorskiej. W 2011 roku liczyła 11 659 mieszkańców.